# Interreligiös dialog
Interreligiös dialog eller religionsdialog är samtal eller samarbete mellan representanter för olika religioner.
Konferensen Religionernas världsparlament hölls första gången år 1893 och anses som ett viktigt genombrott för modern religionsdialog. Från 1971 hade Kyrkornas världsråd ett eget program för "Dialogue with people of living faiths". Den tyske teologen Hans Küng bidrog med sin bok Projekt Weltethos till att koppla samman religiös dialog med arbetet för fred i världen; "... ingen världsfred utan religionsfred. Och ingen religionsfred utan religiös dialog". En känd händelse ägde rum i Assisi i Italien under sommaren 1986, när påven Johannes Paulus II bjöd in många religiösa ledare från olika religioner för att be för fred.